# زیردریایی یو-۲۶۶
زیردریایی یو-۲۶۶ (به انگلیسی: German submarine U-266) یک زیردریایی بود که طول آن ۶۷٫۱ متر (۲۲۰ فوت ۲ اینچ) بود. این زیردریایی در سال ۱۹۴۲ ساخته شد.